# Comuna Mîloradove, Kotelva
Mîloradove (în ucraineană Милорадове) este o comună în raionul Kotelva, regiunea Poltava, Ucraina, formată din satele Borivske, Ciobotari, Hlobivka, Kovjîja, Laburivka, Matviivka, Mîloradove (reședința), Nazarenkî și Zaiți Druhi.

## Demografie
Componența lingvistică a comunei Mîloradove
     Ucraineană (98,42%)
     Rusă (1,37%)
     Alte limbi (0,21%)
Conform recensământului din 2001, majoritatea populației comunei Mîloradove era vorbitoare de ucraineană (98,42%), existând în minoritate și vorbitori de rusă (1,37%).